# Head crash

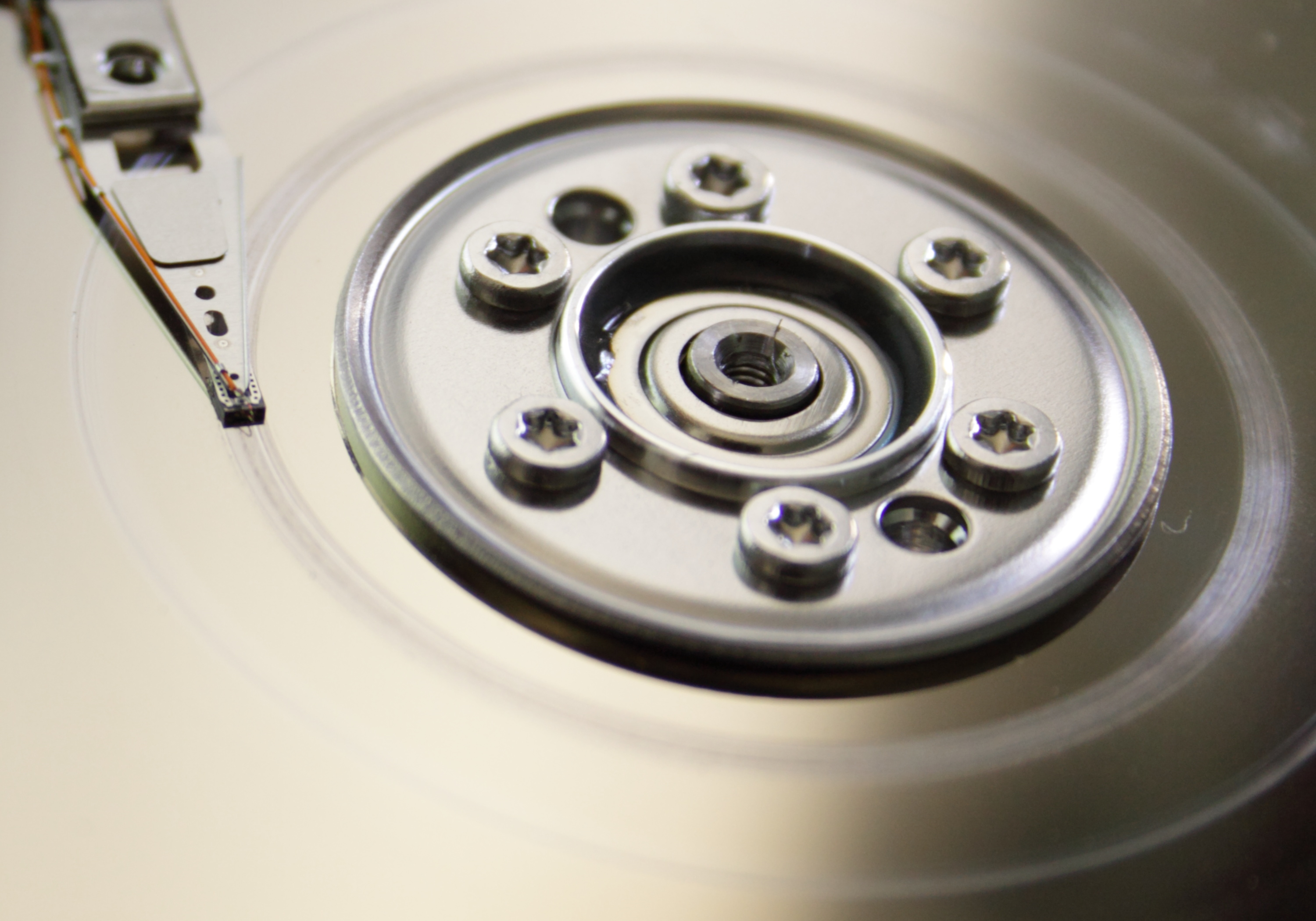
Head crash.

Head crash är en skada som kan drabba mekaniska hårddiskar, och innebär att ett eller flera läshuvuden repar eller gör märken i skivan/skivorna i hårddisken så att den blir obrukbar.
Orsaken till en så kallad head crash är att hårddisken blir utsatt för en kraftig stöt vilket innebär att läshuvudet kan komma i fysisk kontakt med skivan, varpå ett märke eller en repa uppstår beroende på om hårddisken varit avstängd eller påslagen vid tillfället. Ibland kan läshuvudena fastna i skivorna, vilket gör att en repa uppstår först vid start av hårddisken eller att skivan ej kan rotera alls.
I och med att skivorna är känsliga för fysisk kontakt kan läshuvudena sedan ej läsa skivorna, vilket kan resultera i ett så kallat click of death (dödsklick). Då skivorna roterar med hög hastighet (vanligen mellan 3600 och 7200 rpm, ibland så mycket som 15000 rpm) kan även friktionen som uppstår skada läshuvudena.
Det kan dock ändå gå att rädda datan från hårddiskar som drabbats av en head crash, men det kräver oftast specialkompetens vilket i regel kan kosta en del, det kan dock variera beroende på hur stor skadan blivit. Hos vissa hårddiskar med skivor i glas och ett magnetiskt skikt, såsom IBM Deskstar 75GXP, kan läshuvudet repa av hela det magnetiska skiktet, som sitter betydligt lösare mot glasskivorna än det gör på andra hårddiskars metallskivor. Detta gör då att datan aldrig kan återställas, inte ens med specialkompetens.
Moderna hårddiskar har ofta ett system som kallas S.M.A.R.T. eller Self-Monitoring, Analysis and Reporting Technology, vilket bland annat innebär att hårddiskens läsarmar automatiskt och snabbt går in i viloläge om hårddisken utsätts för plötsliga rörelser, detta för att förhindra en eventuell head crash. Hårddiskar med denna funktion har en hållare för läsarmarna som gör att de inte ligger över skivorna då hårddisken är avstängd.